# Сланці блакитні

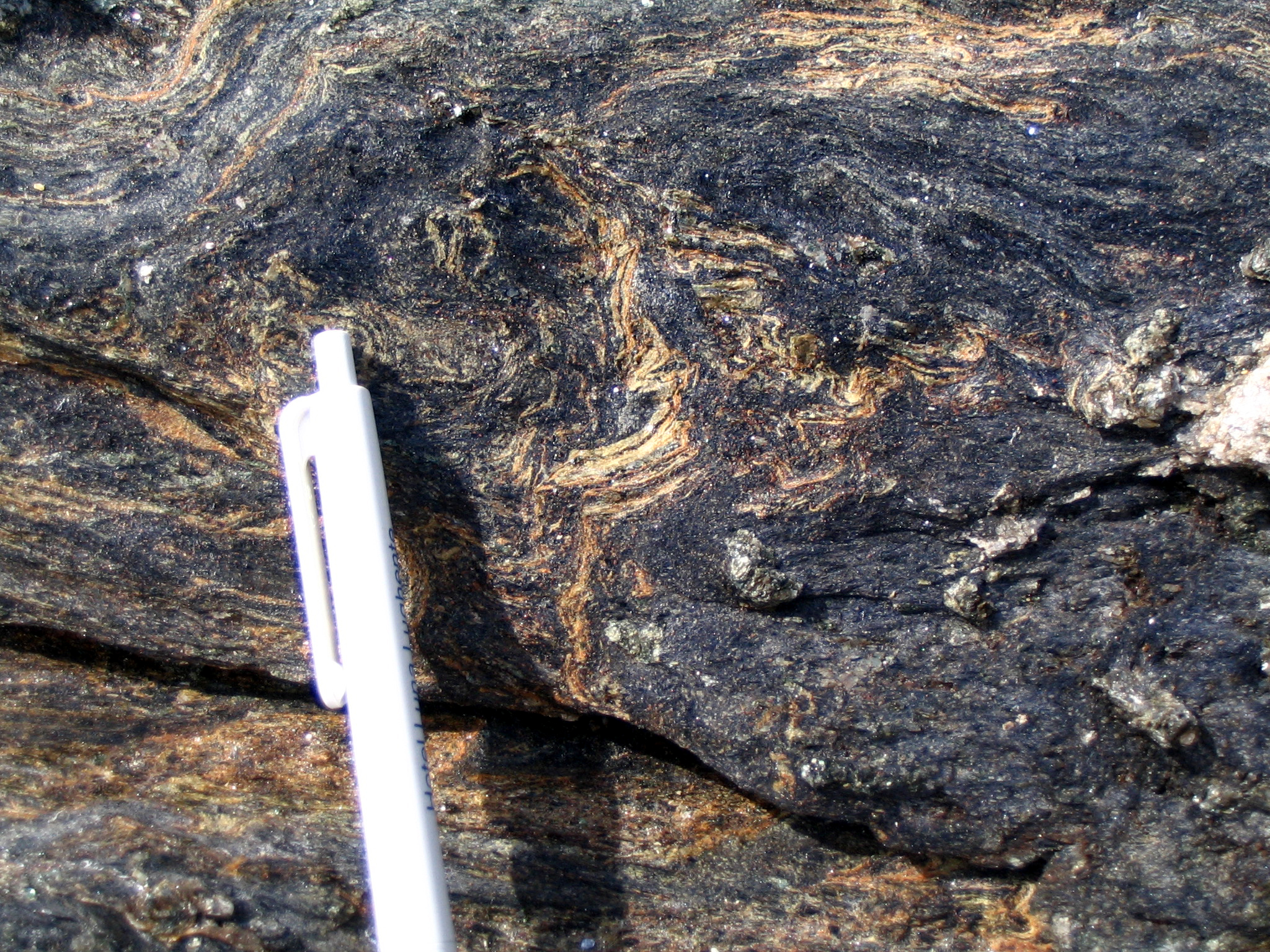
Сланці блакитні, Ile de Groix, Франція.

Сланці блакитні (рос. сланцы голубые, англ. blue schistes, нім. blaue Schiefer m) — метаморфічна гірська порода або метаморфічна фація, яка характеризується асоціацією низькотемпературних мінералів високого тиску. Вважається, що Сланці блакитні формуються, головним чином, в холодних літосферних плитах в зонах субдукції. 